# Шварцлот

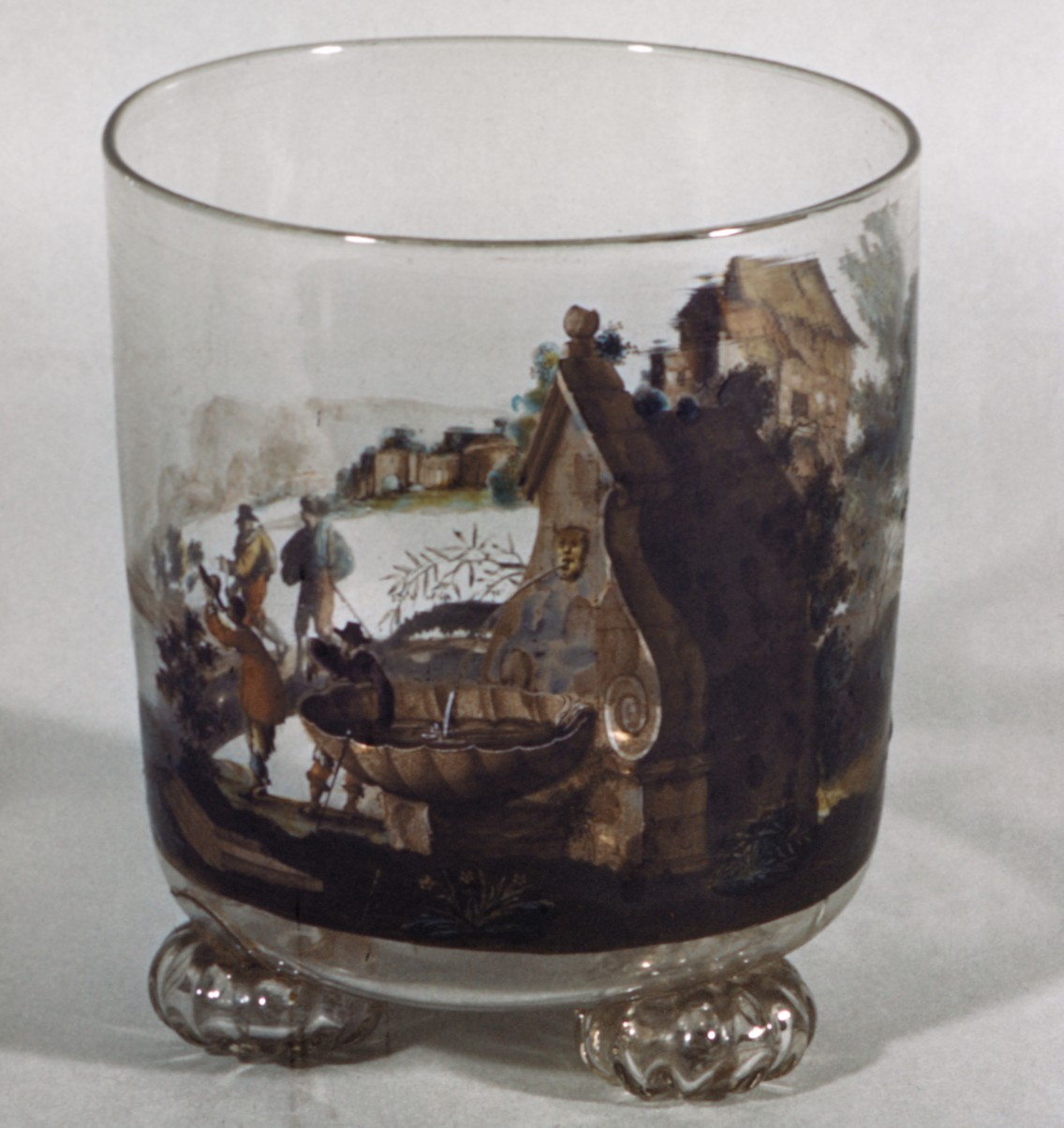
«Шаперовский стакан». 1664. Стекло, роспись. Метрополитен-музей, Нью-Йорк

Шварцлот (нем. schwarz — тёмный, чёрный; нем. löten — плавить, паять) — чёрная краска, приготовляемая из окислов меди или железа, предназначенная для росписи стекла, фаянса, фарфора подобно чернению изделий из серебра; она предусматривает обжиг (откуда название) после завершения росписи для сцепления с основой.

## История
В Средневековье мастера-витрарии с начала ХIV в. использовали чёрную краску для прорисовки мелких деталей в цветных витражах — черт ликов, кудрей волоc, складок одежд, надписей. Для этого окись меди смешивали со стеклянным порошком (в качестве «плавня»), разводили на масле и писали кистью или рисовали пером. После обжига краска сплавлялась с поверхностью стекла. Иногда до обжига роспись процарапывали иглой подобно технике сграффито для получения ажурного рисунка. Особенно активно шварцлотом пользовались в так называемых кабинетных витражах (для жилого интерьера) эпохи Северного Возрождения.
В XVII веке шварцлот применял нюрнбергский мастер Иоганн Шапер, его росписи были настолько известны, что получили собственное название: «шаперовские стёкла». В ХVIII веке аналогичную роспись в сочетаниях с позолотой и гравировкой применяли в изделиях богемского стекла и пышных кубков, изготовлявшихся на «стеклянном заводе» в Санкт-Петербурге в эпоху петровского барокко и позднее. На Венской фарфоровой мануфактуре в 1740—1760-х годах использовали для росписи чёрную краску из смеси свинца и графита. Шварцлот применяли немецкий живописец по фарфору и стеклу Игнац Прейслер, австрийские художники Антон Котгассер и Самуэль Мон.